# Glen Metropolit
Glen Metropolit (* 25. června 1974, Toronto, Ontario, Kanada) je bývalý kanadský hokejový útočník. V osmi sezónách v NHL odehrál přes 400 utkání. Kromě NHL hrál také v Německu, Švýcarsku a kariéru zakončil v EBEL za HC Bolzano.

## Kariéra

### Raná kariéra
Rodák z Mississaugy v kanadském Ontariu nebyl nikdy draftován týmem OHL ani NHL, přesto odehrál 8 sezón NHL a hrál v ní 407 zápasů. V dorostu hrál 2 sezóny za druhořadý tým Richmond Hill Dynes Jr. B. Poté odešel hrát na západ Kanady do juniorské ligy BCJHL, kde hrál za Vernon Vipers. Po odehrání druhořadé kanadské juniorské soutěže začal hrát v sezóně 1995-96 ECHL za Nashville Knights. Dále hrál za Pensacolu Ice Pilots a v lize AHL za Grand Rapids Griffins před tím, než v sezóně 1999-00 debutoval v NHL v dresu Washingtonu Capitals. Po další tři sezóny střídal tým Washingtonu a tým AHL Portland Pirates. Mezitím hrál ve dvou zápasech za Tampu Bay Lightning.

### V Evropě
V roce 2003 odešel hrát Metropolit do Evropy, kde hrál za finský tým Jokerit Helsinky. V sezóně 2003-04 byl nejproduktivnějším hráčem klubu a pátým v celé lize. V playoff vypadli ve čtvrtfinále. V sezóně 2004-05 byl Metropolit společně s Markem Jantunenem nejlepším střelcem klubu s 16 góly a byl opět nejproduktivnějším hráčem klubu a byl osmým nejproduktivnějším hráčem ligy. V playoff vstřelil 5 gólů, přidal 6 asistencí a pomohl týmu ke stříbrné medaili v SM-liize. Metropolit se u fanoušků Jokeritu stal velmi oblíbeným a byl vnímán jako nadaný tvůrce hry a vytvořil efektivní duo s Markem Jantunenem na oslabení, kdy několikrát v oslabení dokonce skórovali.
Po dvou letech v Jokeritu se Metropolit přesunul do Švýcarska, kde hrál za HC Lugano a kde vyhrál National League A a současně byl nejproduktivnějším hráčem základní části NL A.

### Atlanta / St. Louis / Boston
V roce 2006 se Metropolit vrátil do Severní Ameriky a podepsal smlouvu s Atlantou Thrashers v NHL. Před uzávěrkou přestupů byl vyměněn do St. Louis Blues společně s několika výběry v draftech ve kterých byli později vybráni Mikael Backlund, Brett Sonne, Zach Bogosian a Philip McRae, za Keitha Tkachuka.
Po sezóně se stal Metropolit volným hráčem a 3. října 2007 podepsal jednoletou smlouvu s Bostonem Bruins. V dresu Bruins si v sezóně 2007-08 připsal 33 kanadských bodů, což byl jeho osobní rekord v NHL.

### Philadelphia / Montréal
Před sezónou 2008-09 podepsal jako volný hráč dvouletou smlouvu s Philadelphií Flyers. Philadelphia jej během sezóny zapsala na listinu nechráněných hráčů a z té si jej vzal tým Montréal Canadiens. Svůj první gól za Montréal dal 10. března 2009 v zápase proti Edmontonu Oilers, brankáři Dwanynu Rolosonovi. V sezóně 2009-10 chyběl Montréalu v posledních šesti zápasech základní části kvůli zranění ramene. Po rychlém zotavení se stihl vrátit ve třetím zápase úvodní série playoff proti Washingtonu Capitals.

### National League A, DEL, EBEL
2. srpna 2010 opětovně odešel do Evropy a podepsal dvouletý kontrakt se švýcarským klubem EV Zug, ve kterém v sezóně 2010-11 vyhrál kanadské bodování ligy National League A. 9. prosince 2011 přestoupil opět do týmu HC Lugano. Ve Švýcarsku hrál do roku 2014 a po dvou následujících sezónách v německém Adleru Manheim odešel do HC Bolzano, kde v polovině sezóny 2016/2017 ukončil kariéru.

## Individuální úspěchy
- Nejlepší útočník NL A - 2005-06
- Nejlepší nahrávač NL A - 2005-06
- Nejproduktivnější hráč NL A - 2005-06, 2010-11

## Týmové úspěchy
- Stříbrná medaile v SM-liize (Jokerit Helsinky) - 2004-05
- Mistr National League A (HC Lugano) - 2005-06

## Klubové statistiky
| Sezóna           | Klub                  | Soutěž           |     | Základní část | Základní část | Základní část | Základní část | Základní část |    | Play off | Play off | Play off | Play off | Play off |
| Sezóna           | Klub                  | Soutěž           | Z   | G             | A             | B             | TM            | Z             | G  | A        | B        | TM       |          |          |
| 1994–95          | Vernon Lakers         | BCHL             | 60  | 43            | 74            | 117           | 92            | —             | —  | —        | —        | —        |          |          |
| 1995–96          | Nashville Knights     | ECHL             | 58  | 30            | 31            | 61            | 62            | 5             | 3  | 8        | 11       | 2        |          |          |
| 1995–96          | Atlanta Knights       | IHL              | 1   | 0             | 0             | 0             | 0             | —             | —  | —        | —        | —        |          |          |
| 1996–97          | Pensacola Ice Pilots  | ECHL             | 54  | 35            | 47            | 82            | 45            | 12            | 9  | 16       | 25       | 28       |          |          |
| 1996–97          | Quebec Rafales        | IHL              | 22  | 5             | 4             | 9             | 14            | 5             | 0  | 0        | 0        | 2        |          |          |
| 1997–98          | Grand Rapids Griffins | IHL              | 79  | 20            | 35            | 55            | 90            | 3             | 1  | 1        | 2        | 0        |          |          |
| 1998–99          | Grand Rapids Griffins | IHL              | 77  | 28            | 53            | 81            | 92            | —             | —  | —        | —        | —        |          |          |
| 1999–00          | Portland Pirates      | AHL              | 48  | 18            | 42            | 60            | 73            | 1             | 1  | 0        | 1        | 0        |          |          |
| 1999–00          | Washington Capitals   | NHL              | 30  | 6             | 13            | 19            | 4             | 2             | 0  | 0        | 0        | 2        |          |          |
| 2000–01          | Portland Pirates      | AHL              | 51  | 25            | 42            | 67            | 73            | —             | —  | —        | —        | —        |          |          |
| 2000–01          | Washington Capitals   | NHL              | 15  | 1             | 5             | 6             | 10            | 1             | 0  | 0        | 0        | 0        |          |          |
| 2000–01          | Tampa Bay Lightning   | NHL              | 2   | 0             | 0             | 0             | 0             | —             | —  | —        | —        | —        |          |          |
| 2001–02          | Portland Pirates      | AHL              | 32  | 17            | 22            | 39            | 20            | —             | —  | —        | —        | —        |          |          |
| 2001–02          | Washington Capitals   | NHL              | 33  | 1             | 16            | 17            | 6             | —             | —  | —        | —        | —        |          |          |
| 2002–03          | Portland Pirates      | AHL              | 33  | 7             | 23            | 30            | 23            | 3             | 1  | 1        | 2        | 0        |          |          |
| 2002–03          | Washington Capitals   | NHL              | 23  | 2             | 3             | 5             | 6             | —             | —  | —        | —        | —        |          |          |
| 2003–04          | Jokerit Helsinky      | SM-l             | 55  | 15            | 35            | 50            | 77            | 7             | 6  | 1        | 7        | 33       |          |          |
| 2004–05          | Jokerit Helsinky      | SM-l             | 51  | 16            | 31            | 47            | 42            | 12            | 5  | 6        | 11       | 20       |          |          |
| 2005–06          | HC Lugano             | NLA              | 44  | 23            | 43            | 66            | 60            | 17            | 9  | 17       | 26       | 8        |          |          |
| 2006–07          | Atlanta Thrashers     | NHL              | 57  | 12            | 16            | 28            | 20            | —             | —  | —        | —        | —        |          |          |
| 2006–07          | St. Louis Blues       | NHL              | 20  | 2             | 3             | 5             | 14            | —             | —  | —        | —        | —        |          |          |
| 2007–08          | Boston Bruins         | NHL              | 82  | 11            | 22            | 33            | 36            | 7             | 1  | 0        | 1        | 4        |          |          |
| 2008–09          | Philadelphia Flyers   | NHL              | 55  | 4             | 10            | 14            | 15            | —             | —  | —        | —        | —        |          |          |
| 2008–09          | Montreal Canadiens    | NHL              | 21  | 2             | 1             | 3             | 13            | 4             | 0  | 2        | 2        | 2        |          |          |
| 2009–10          | Montreal Canadiens    | NHL              | 69  | 16            | 13            | 29            | 24            | 16            | 0  | 2        | 2        | 4        |          |          |
| 2010–11          | EV Zug                | NLA              | 47  | 15            | 38            | 53            | 32            | 10            | 2  | 10       | 12       | 8        |          |          |
| 2011–12          | EV Zug                | NLA              | 42  | 15            | 21            | 36            | 28            | 9             | 5  | 7        | 12       | 2        |          |          |
| 2012–13          | HC Lugano             | NLA              | 50  | 20            | 44            | 64            | 62            | 7             | 2  | 4        | 6        | 2        |          |          |
| 2013–14          | HC Lugano             | NLA              | 40  | 6             | 28            | 34            | 14            | —             | —  | —        | —        | —        |          |          |
| 2013–14          | SC Bern               | NLA              | 3   | 1             | 0             | 1             | 0             | —             | —  | —        | —        | —        |          |          |
| 2014–15          | Adler Mannheim        | DEL              | 43  | 6             | 35            | 41            | 26            | 12            | 2  | 4        | 6        | 16       |          |          |
| 2015–16          | Adler Mannheim        | DEL              | 49  | 10            | 17            | 27            | 64            | 3             | 0  | 3        | 3        | 0        |          |          |
| 2016–17          | HC Bolzano            | EBEL             | 34  | 4             | 15            | 19            | 41            | —             | —  | —        | —        | —        |          |          |
| NHL celkově      | NHL celkově           | NHL celkově      | 407 | 57            | 102           | 159           | 148           | 30            | 1  | 4        | 5        | 12       |          |          |
| SM-liiga celkově | SM-liiga celkově      | SM-liiga celkově | 106 | 31            | 66            | 97            | 119           | 19            | 11 | 7        | 18       | 35       |          |          |
| NL A celkově     | NL A celkově          | NL A celkově     | 91  | 38            | 80            | 118           | 92            | 27            | 11 | 27       | 38       | 16       |          |          |
| AHL celkově      | AHL celkově           | AHL celkově      | 164 | 67            | 129           | 196           | 175           | 4             | 2  | 1        | 3        | 0        |          |          |
| IHL celkově      | IHL celkově           | IHL celkově      | 179 | 53            | 92            | 145           | 196           | 8             | 1  | 1        | 2        | 2        |          |          |
| ECHL celkově     | ECHL celkově          | ECHL celkově     | 112 | 65            | 78            | 143           | 107           | 17            | 12 | 24       | 36       | 30       |          |          |
| BCJHL celkově    | BCJHL celkově         | BCJHL celkově    | 60  | 43            | 74            | 117           | 92            | —             | —  | —        | —        | —        |          |          |

### Reprezentační statistiky
| Rok                    | Tým                    | Soutěž                 | Z | G | A | B | TM |
| ---------------------- | ---------------------- | ---------------------- | - | - | - | - | -- |
| 2006                   | Kanada                 | MS                     | 9 | 0 | 2 | 2 | 6  |
| Seniorská reprezentace | Seniorská reprezentace | Seniorská reprezentace | 9 | 0 | 2 | 2 | 6  |